# Pałac Myśliwski w Tarnobrzegu
Pałac Myśliwski w Tarnobrzegu; nazywany też: Pałacem Mokrzyszowskim, Pałacem Szindlerów, Dworkiem Myśliwskim – XIX wieczny neogotycki pałac, obecnie wykorzystywany na potrzeby Centrum Kształcenia Nauczycieli. Pałac jest bardzo dobrze zachowany i stanowi przykład neogotyckiej architektury romantycznej. Jego początki datuje się przed rokiem 1853. Budowa pałacu trwała pomiędzy 1853 (lub 1876?) a 1893 r. Pałac ten jest przykładem neogotyckiej architektury romantycznej. Pałac zachował kompletny neogotycki detal architektoniczny, tak wewnątrz jak i na zewnątrz budynku, oraz oryginalną stolarkę okienną i drzwiową. Szczególnie godna polecenia jest, zachowana w swej pierwotnej, neogotyckiej formie, klatka schodowa z modrzewiowymi schodami. Na terenie Mokrzyszowa zachowały się do naszych czasów liczne zabudowania folwarczne oraz dawny dom zarządcy posiadłości. Pałac otoczony jest pozostałościami po historycznym założeniu parkowym.
Zamek znajduje się w Tarnobrzegu, w Mokrzyszowie, przy ul. H. Sienkiewicza.
Naprzeciwko pałacu znajduje się kościół parafialny pod wezwaniem Chrystusa Dobrego Pasterza.